# Neferetkaus Iku
Neferetkaus Iku (nach anderer Lesart Neferkaus Iku) war eine altägyptische Prinzessin am Übergang von der 5. zur 6. Dynastie. Sie war möglicherweise eine Tochter von Pharao Unas und trug den Titel einer leiblichen Königstochter.

## Herkunft und Familie
Neferetkaus war vermutlich eine Tochter von Pharao Unas, dem neunten und letzten Herrscher der 5. Dynastie. Dies wird allerdings nur durch die Position ihres Grabes nahegelegt. Unas hatte zwei königliche Gemahlinnen: Nebet und Chenut. Welche der beiden die Mutter der Neferetkaus war, ist unbekannt. Mehrere mögliche Geschwister oder Halbgeschwister von Neferetkaus sind bekannt: Ihr Bruder Unasanch und ein weiterer Bruder, dessen Name nicht überliefert ist, sowie ihre Schwestern Chentkaus, Hemetre Hemi, Iput I. (die spätere Gemahlin von Pharao Teti), Seschseschet Idut und eventuell Neferut.
Neferetkaus war verheiratet mit dem Wesir Mehu. Dieser hatte noch eine zweite Frau namens Nebet, die den Titel einer Bekannten des Königs trug. Im Grab des Mehu werden mehrere Söhne genannt, darunter ein Mery und Anchmeryre/Hetepka I., der nach seinem Vater ebenfalls das Amt des Wesirs innehatte. Es ist allerdings unklar, welche Söhne des Mehu Neferetkaus und welche Nebet zuzuordnen sind.

## Grabstätte
Neferetkaus wurde in der Mastaba ihres Mannes nahe der Unas-Pyramide in Sakkara beigesetzt. Dieses Grab besitzt fünf reich dekorierte Räume und einen Hof.